# Théâtre national (Munich)
Le Théâtre national (Nationaltheater) à Munich est le lieu de résidence du Bayerische Staatsoper (Opéra d'État de Bavière) et du Ballet d'État de Bavière (de).

## Historique
Le bâtiment, situé Max-Joseph-Platz (de), est un édifice d'architecture néo-classique construit sensiblement sur les plans du théâtre de l'Odéon à Paris.
Il est conçu et construit par Karl von Fischer entre en 1811 et 1818.
Détruit par un incendie en 1823, il est reconstruit en 1825. Lors de la Seconde Guerre mondiale, le théâtre est bombardé et détruit. Sa reconstruction s'étale de 1958 à 1963.
La capacité de la salle est de 2 101 places.

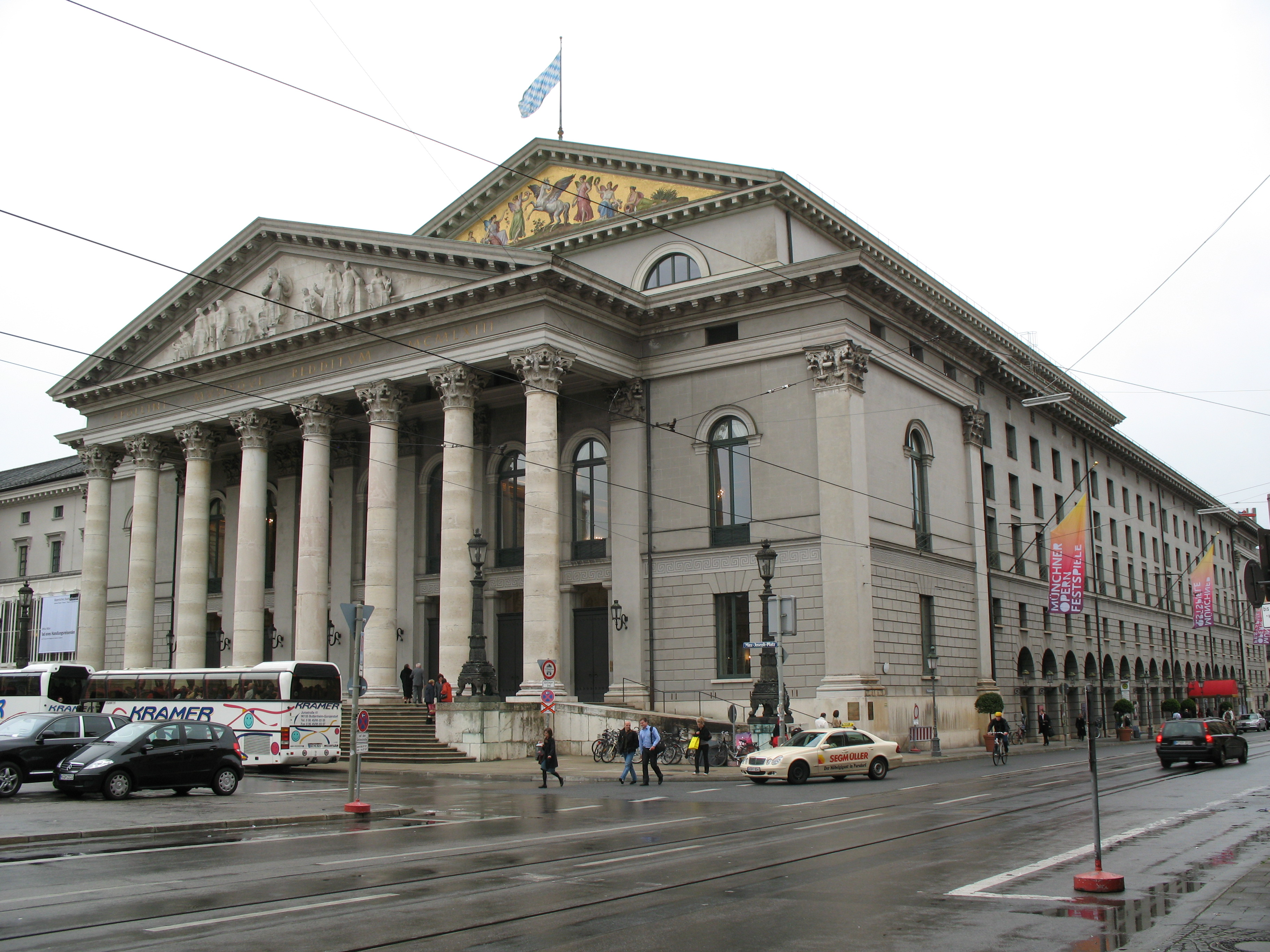
Le Théâtre national à Munich.